# Astragalus valerianensis
Astragalus valerianensis är en ärtväxtart som beskrevs av Ivan Murray Johnston. Astragalus valerianensis ingår i släktet vedlar, och familjen ärtväxter. Inga underarter finns listade i Catalogue of Life.